# Tadashi Hattori
Pour les articles homonymes, voir Tadashi et Hattori.
Tadashi Hattori (服部 正, Hattori Tadashi), né le 17 mars 1908 et mort le 2 août 2008, est un compositeur japonais.

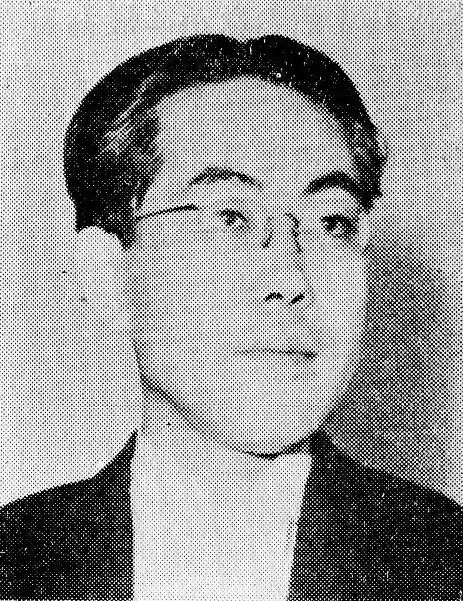
Tadashi Hattori

Comme Seiichi Suzuki, il est l'un des premiers compositeurs de musiques de films d'Akira Kurosawa et s'intéresse beaucoup à la mandoline, pour laquelle il compose de nombreuses pièces. Il écrit également des opéras.

## Œuvres principales

### Opéras
- Tekona

### Orchestrales
- Suite

### Orchestre de mandolines
- Denais
- Karura-men (Gáruda-mask)
- Pas de printemps
- Maiden of the Shore
- Variation on the theme of "KojonoTsuki" for Two Mandolins
- Variation on the theme of "Chou-Chou"
- Danse of fallen leaves
- Suite ad libitum
- Rapsodie pour Mandola tenore
- 3 Movements for the Sea

### Sonates
- Velours (Birôdo) pour violoncelle
- Un mouton dans le champ pour voix et piano

### Filmographie
- 1945 : Les Hommes qui marchèrent sur la queue du tigre d'Akira Kurosawa
- 1946 : Ceux qui bâtissent l'avenir de Kajirō Yamamoto, Akira Kurosawa et Hideo Sekigawa
- 1946 : Je ne regrette rien de ma jeunesse d'Akira Kurosawa
- 1947 : Un merveilleux dimanche  d'Akira Kurosawa
- 1950 : Rapport sur la conduite du professeur Ishinaka (石中先生行状記, Ishinaka sensei gyōjoki?) de Mikio Naruse